# Сан-Мікеле-аль-Тальяменто
Сан-Мікеле-аль-Тальяменто (італ. San Michele al Tagliamento, вен. San Michełe al Tajamento) — муніципалітет в Італії, у регіоні Венето, метрополійне місто Венеція.
Сан-Мікеле-аль-Тальяменто розташований на відстані близько 440 км на північ від Рима, 65 км на північний схід від Венеції.
Населення — 11 993 особи (2014).
Щорічний фестиваль відбувається 21 листопада. Покровитель — Madonna della Salute.

## Демографія
Населення за роками:

Станом на 1 січня 2023 року в муніципалітеті офіційно проживало 1211 іноземців з 58 країн, серед них 386 громадян країн Євросоюзу та 55 громадян України.

## Сусідні муніципалітети
- Каорле
- Фоссальта-ді-Портогруаро
- Латізана
- Ліньяно-Сабб'ядоро
- Морсано-аль-Тальяменто
- Портогруаро
- Ронкіс
- Вармо